# Thysa
Dans la mythologie grecque, Thysa (en grec ancien Θυσα) est l'esprit et la personnification de la frénésie bacchique.
Elle était certainement associée avec les thyades. 

## Étymologie
Thysa, en grec ancien Θυσα, signifiait la frénésie bacchique, proche du grec ancien Θυάς / thuás ou Θυιάς / thuiás, « transporté de délire bachique, inspiré ». Substantivé, il prend le sens de « bacchante » qui a donné le mot thyade, un autre mot pour Ménade.

## Mythologie
Thysa n'est connu que par Strabon citant une pièce perdu d'Euripide dans laquelle elle apparaissait :

« « Et dans le Palamède [la pièce d'Euripide], le chœur dit : “Thysa, fille de Dionysos, qui, sur l'Ida, se réjouit avec sa chère mère dans les réjouissances iacchiques des tambourins.” » »

La citation ne permet pas de savoir si le mont en question est le mont Ida de Crète ou celui de Troade.

## Pages connexes
- Liste des divinités de la mythologie grecque
- Ménades
- Thyia (en), une naïade associé aux thyades et au culte de plusieurs dieux, dont Dionysos, dont le nom partage la même racine.
- Thyônê ou Sémélé “inspirant la frénésie”, nom de la mère de Dionysos (Sémélé) divinisée.